# کیمبرلی پو
 کیمبرلی پو (انگلیسی: Kimberly Po؛ زاده ۲۰ اکتبر ۱۹۷۱) یک تنیس‌باز اهل ایالات متحده آمریکا است.